# 皮埃爾·卡羅
皮埃爾·卡羅（法語：Pierre Carreau）是一名流變學家，曾提出卡羅流體模型。他目前是蒙特婁工程學院的名譽教授，身兼CREPEC（聚合物和復合材料應用研究中心）的創始董事。
皮埃爾·卡羅以高分子流變學相關研究而聞名國際，他是兩本著作的共同作者，並曾發表超過160篇科學文獻，且多數刊載於頂尖科學期刊之中。他在流變方程和聚合物體系構象模型方面最著名的研究被認為是高分子工程的基準。其提出的卡羅黏度模型目前已是流場模擬軟體應用最為廣泛的模型之一。他在蒙特婁工程學院取得其化學工程應用科學學士和應用科學碩士學位，並於1968年自威斯康辛大學麥迪遜分校取得其化學工程博士學位。自此，他便在蒙特婁工程學院擔任教授。他於1973至1979年間擔任系主任，並成為之後成立於1988年的「高分子應用研究中心」（Applied Research Center on Polymers）的創始董事。